# Otchłań kosmosu
Otchłań kosmosu (tytuł oryg. Deep Space) – amerykański film fabularny z roku 1988, wyreżyserowany przez Freda Olena Raya do scenariusza własnego współautorstwa.
Zdjęcia do filmu rozpoczęły się 20 kwietnia 1987 roku w Stanach Zjednoczonych

## Obsada
- Charles Napier jako detektyw Ian McLemore
- Ann Turkel jako Carla Sandbourn
- Bo Svenson jako kapitan Robertson
- Ron Glass jako Jerry Merris
- Julie Newmar jako Lady Elaine Wentworth
- James Booth jako dr. Forsyth
- Norman Burton jako generał Randolph
- Rachel Howard jako Marylyn
- Dawn Wildsmith jako Janice
- Fred Olen Ray jako pracownik #2